# Pecos (rijeka)
Pecos (špa. Río Pecos) je velika rijeka na jugozapadu Sjedinjenih Američkih Država duga 1 490 km, pritoka Rio Grandea.

## Zemljopisne karakteristike
Pecos izvire na obroncima masiva Sangre de Cristo (Mora County) na sjeveru Novog Meksika 20 km sjeverno od mjesta Pecos. Od izvora teče u pravcu jugoistoka, nakon što napusti planinski kraj, teče kroz polupustinjski kraj istočnog Novog Meksika i zapadnog Teksasa. Nakon što prođe mjesto Roswell u Teksasu, dolina rijeke se širi.
Posljednjih 201 km svog toka, Pecos se probija u uskom kanjonu, koji je na pojedinim dijelovima dubok 300 m. 
Nakon što prođe Nacionalni park Amistad uvire u Rio Grande.
Pecos posjeduje slijev velik oko 99 200 km² koji se nalazi u polupustinjskom kraju, pa je zbog navodnjavanja i regulacije toka podignuto puno brana s umjetnim jezerima, to su Alamogordo (1937.), Avalon  (1907.), McMillan  (1908.) i Red Bluff  (1936.).

## Povezane stranice
- Rio Grande
- Popis najdužih rijeka na svijetu

## Vanjske poveznice
- Pecos River na portalu Encyclopædia Britannica (engl.)